# AT4

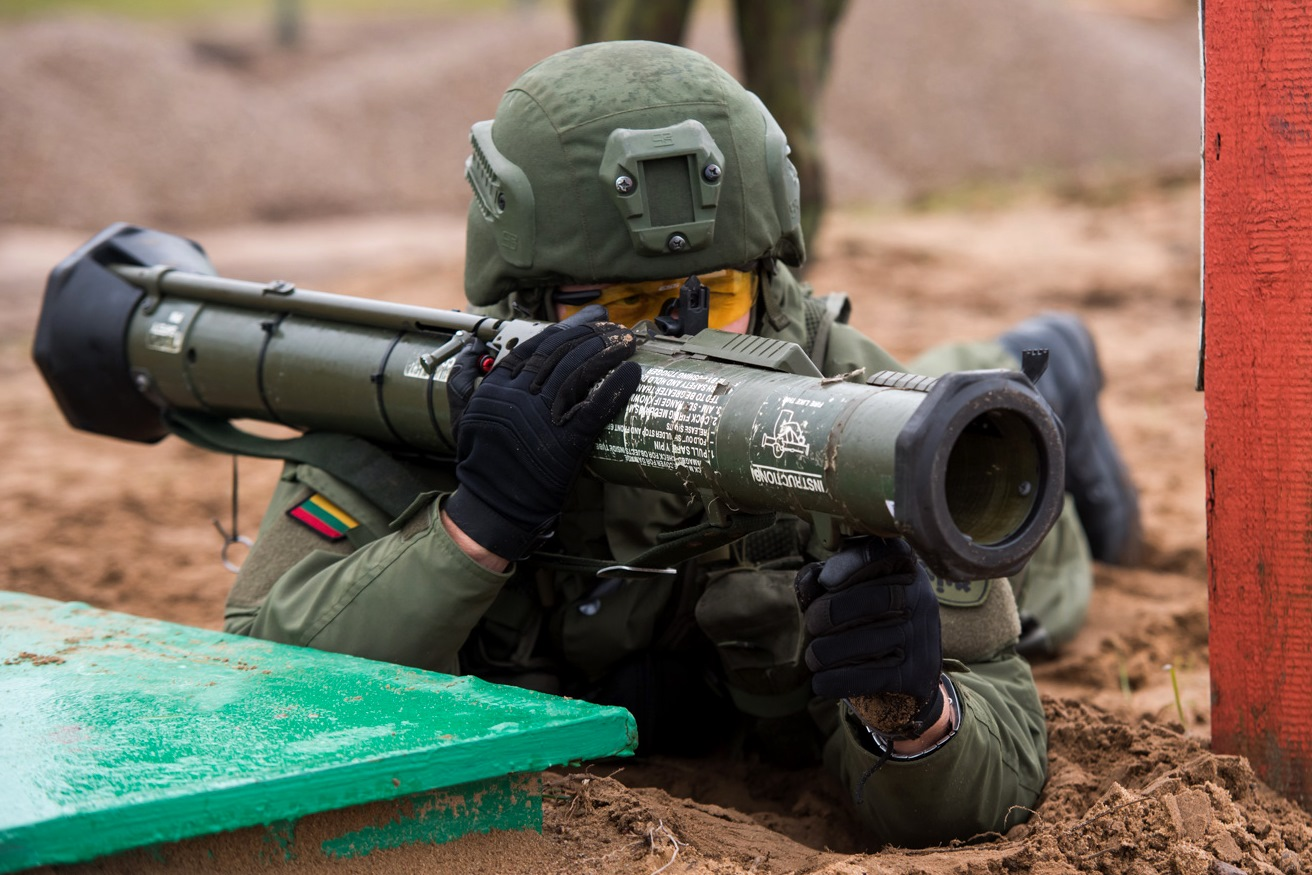
Ein litauischer Soldat mit einer AT4

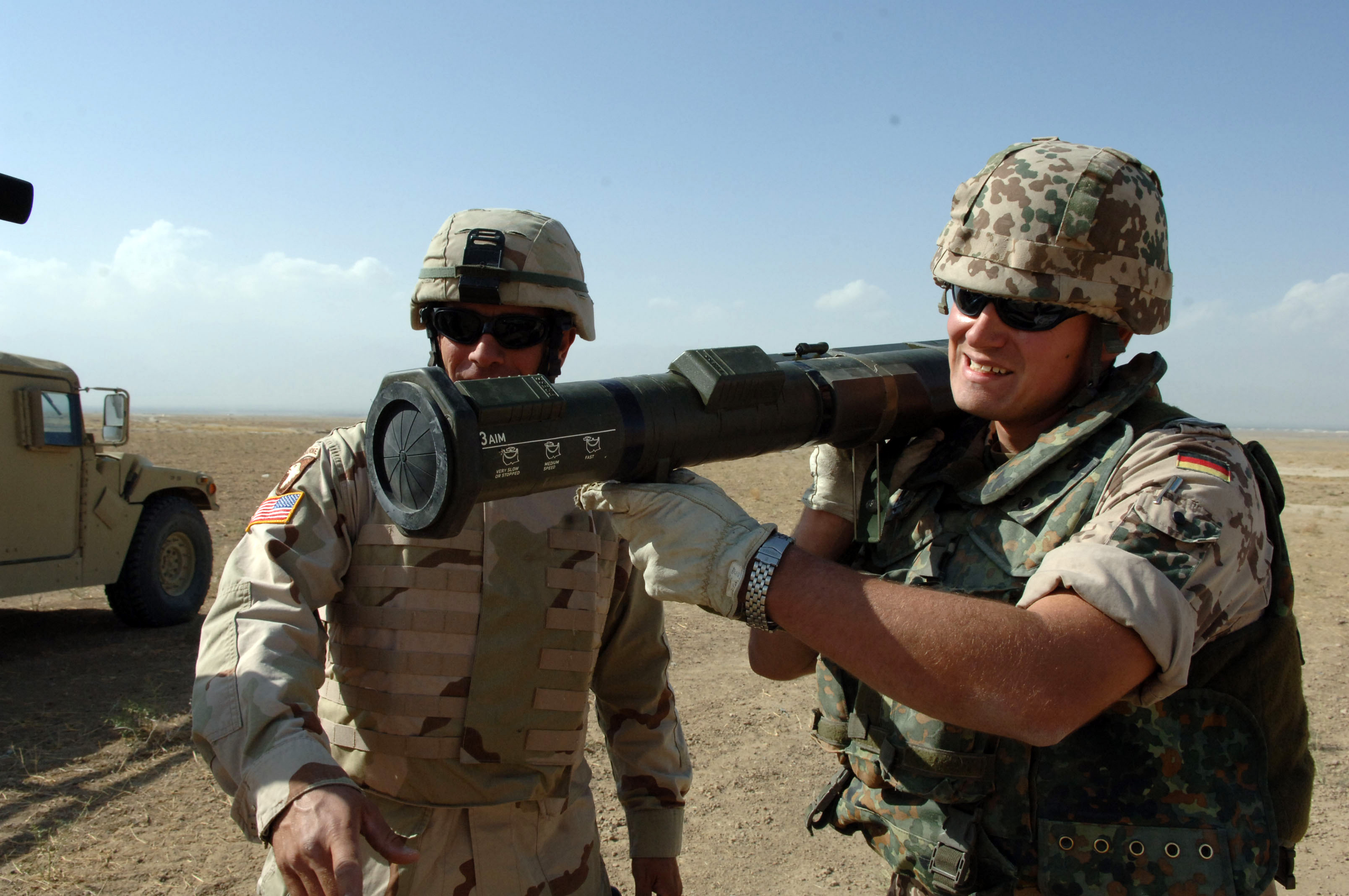
US-Soldat weist einen Bundeswehrsoldaten in die Handhabung der AT4 ein

Die AT4 (auch AT-4 oder AT 4) ist eine rückstoßfreie Panzerabwehrhandwaffe des staatlichen schwedischen Waffenherstellers Förenade Fabriksverken (FFV) in Eskilstuna. Das Unternehmen ist mittlerweile im Unternehmen Saab Bofors Dynamics aufgegangen. Die Waffe wird für die US-Armee bei Alliant Techsystems als M136 AT4 produziert.
Die Bezeichnung AT4 kommt von einem Wortspiel mit dem Kaliber 84 Millimeter, auf Englisch eighty-four („AT=eighty“), kann aber auch als Anti-Tank interpretiert werden.

## Entwicklung
Bei der AT4 handelt es sich wie bei der FFV Carl Gustaf um eine Waffe zur Panzerbekämpfung im Kaliber 84 mm. Die ab 1976 entwickelte und 6,7 kg schwere AT4 ist jedoch nur zur einmaligen Benutzung gedacht und kann nicht nachgeladen werden. Mit den ab 1985 ausgelieferten Waffen sollte die FFV Miniman bei der schwedischen Armee abgelöst werden. Der Gesamtbedarf soll bei 450.000 Stück gelegen haben.
Bei Vorführungen zeigte der Hersteller, dass man die Waffe auch über Zugdrähte zünden und so als Fahrzeug-/Panzermine einsetzen kann.
Mit einer normalen AT4 aus einem geschlossenen Raum zu feuern, kann durch die heißen austretenden Gase gefährlich sein. Wenn innerhalb von 15 Metern hinter dem feuernden Soldaten eine Wand oder ein anderes festes Objekt steht, kann außerdem die Rückstoßflamme zum Soldaten zurückschlagen. Aus diesem Grund wurde speziell für den Häuserkampf die Version AT4 CS (Confined Spaces) entwickelt. Diese benutzt eine Gegenmasse aus Salzwasser, um die Rückstoßflamme zu dämpfen. Die Kosten für eine AT4 CS lagen im Jahr 2004 bei 2700 US-Dollar.

## Technik und Aufbau

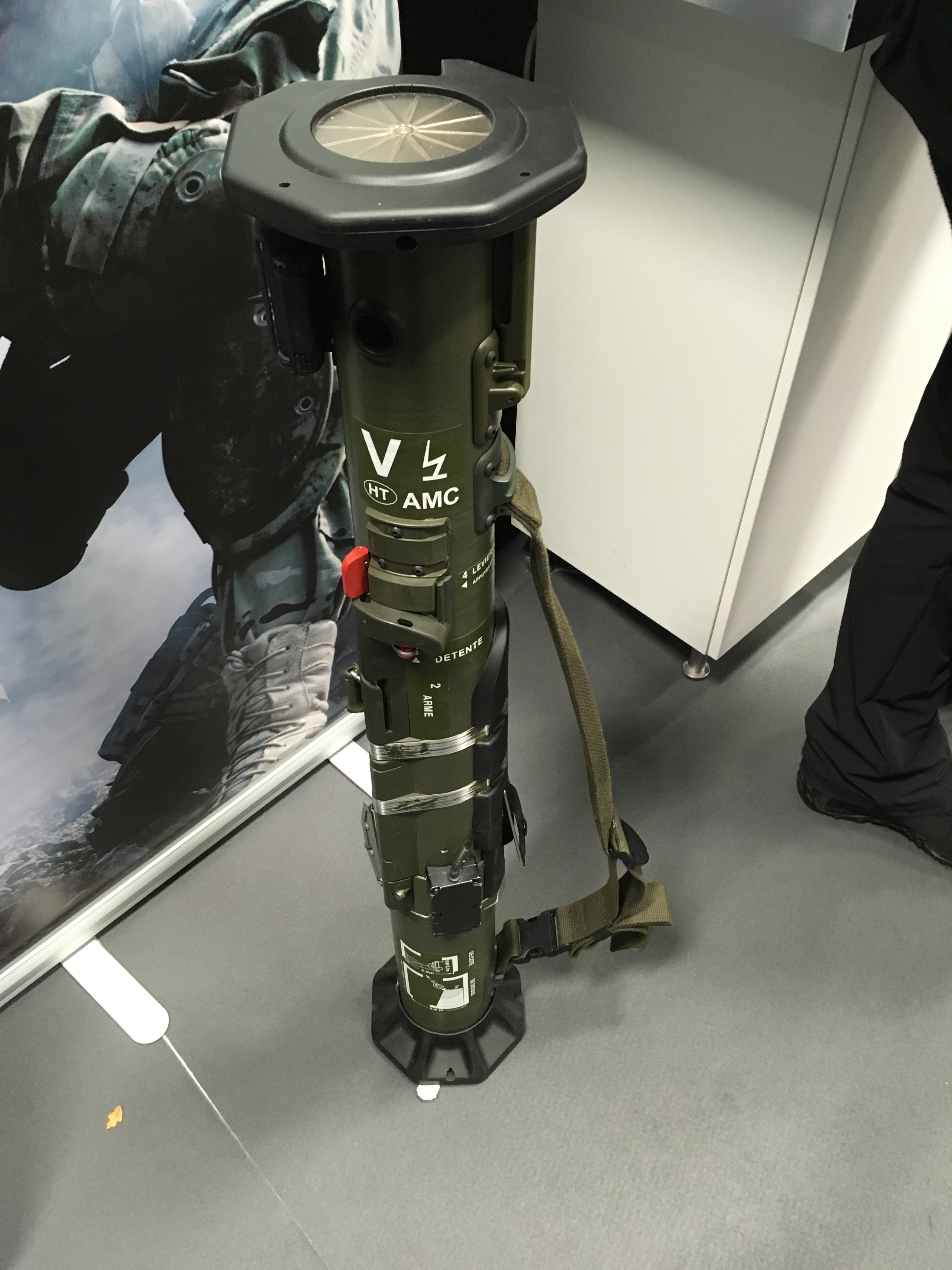
AT4 84 mm

Die 1020 mm lange Waffe besteht aus einem Rohr aus mit Glasfasern verstärktem Kunststoff mit einer Abgasdüse aus Aluminium. Im Rohr befindet sich die 1,8 kg schwere Granate mit der Treibladung. Ansonsten besteht die Waffe nur noch aus einer klappbaren Schulterstütze, einem einfachen Visier und der Abzugseinrichtung. Zumindest bei der US-Version kann auch ein Zielfernrohr oder eine andere optische Zielhilfe, beispielsweise ein Restlichtverstärker, montiert werden.

### Varianten
- AT4 HEAT: Zur Bekämpfung von gepanzerten Fahrzeugen. Panzerdurchschlag +350 mm RHA. Einsatzdistanz 20–400 m.[1]
- AT4 HP: Zur Bekämpfung von gepanzerten Fahrzeugen. Panzerdurchschlag +500 mm RHA. Einsatzdistanz 20–300 m.[1]
- AT4 RS: Zur Bekämpfung von gepanzerten Fahrzeugen. Panzerdurchschlag +350 mm RHA. Einsatzdistanz 20–300 m.[1]
- AT4 ER: Zur Bekämpfung von gepanzerten Fahrzeugen. Panzerdurchschlag +400 mm RHA. Einsatzdistanz 20–500 m.[1]
- AT4 AST: Zur Bekämpfung von Gebäudestrukturen. Einsatzdistanz 20–400 m.[1]
- AT4 HE: Ausführung mit Splittergefechtskopf. Einsatzdistanz 20–1.000 m.[1]

## Technische Daten
(Angaben nach FAS.org und Inetres.com)
- Länge: 1.020 mm
- Gesamtgewicht: 6,7 kg

- Kaliber: 84 mm
- Länge der Granate: 440 mm
- Gewicht des Geschosses: 1,8 kg
- Gewicht der Hohlladung: 0,44 kg
- Mündungsgeschwindigkeit: 285 Meter pro Sekunde
- Durchschlagsleistung: über 356 mm RHA
- Mindestschussentfernung: 10 m
- Maximale effektive Reichweite: 300 m
- Gesamtreichweite: 2100 m

- Optisches Visier mit 50-m-Einteilung

## Nutzer
- Argentinien
- Bosnien und Herzegowina
- Brasilien
- Chile
- Dänemark – Lokale Bezeichnung PVV M/95 (Panserværnsvåben Model 1995)
- Estland
- Frankreich – Lokale Bezeichnung ABL (Anti Blindé Léger)
- Griechenland
- Irak – Die AT4 wurde von den USA zu tausenden an das irakische Militär geliefert, das Ende 2016 in der Schlacht um Mossul panzerbrechende Waffen zum Stoppen von Selbstmordattentätern benötigte, die Autobomben mit improvisierter Panzerung in den engen Straßen der Stadt gegen die vorrückenden Koalitionstruppen einsetzten.[4]
- Irland – Lokale Bezeichnung SRAAW (Short Range Anti Armour Weapon)
- Kolumbien
- Lettland
- Litauen
- Libanon
- Malaysia
- Moldau – Pansarskott M/86 durch Schweden zur Verfügung gestellt.[5]
- Niederlande
- Schweden – Lokale Bezeichnung Pansarskott M/86
- Taiwan
- Ukraine[6]
- Vereinigtes Königreich – Lokale Bezeichnung L2A1 (ILAW)
- Vereinigte Staaten – Lokale Bezeichnung M136 AT4
- Venezuela